# Sharjah International Cycling Tour 2016
Die 4. Sharjah International Cycling Tour 2016 war ein Straßenradrennen in den Vereinigten Arabischen Emiraten. Das Etappenrennen fand vom 25. bis zum 28. Oktober 2016 statt. Es gehörte zur UCI Asia Tour 2017 und war dort in der Kategorie 2.1 eingestuft.

## Wertungstrikots
| Etappe         | Etappensieger      | Gesamtwertung | Punktewertung      | Bergwertung              | Nachwuchswertung | Teamwertung                |
| -------------- | ------------------ | ------------- | ------------------ | ------------------------ | ---------------- | -------------------------- |
| 1              | Skydive Dubai      | Adil Jelloul  | nicht vergeben     | nicht vergeben           | Haitam Gaiz      | Skydive Dubai-Al Ahli Club |
| 2              | Sjarhej Papok      | Andrea Palini | Sjarhej Papok      | Yousef Mirza Bani Hammad | David Williams   | Skydive Dubai-Al Ahli Club |
| 3              | Stanislau Baschkou | Adil Jelloul  | Stanislau Baschkou | Tesfom Okubamariam       | Oussama Mansouri | Skydive Dubai-Al Ahli Club |
| 4              | Sjarhej Papok      | Adil Jelloul  | Stanislau Baschkou | Tesfom Okubamariam       | Oussama Mansouri | Skydive Dubai-Al Ahli Club |
| Wertungssieger | Wertungssieger     | Adil Jelloul  | Stanislau Baschkou | Tesfom Okubamariam       | Oussama Mansouri | Skydive Dubai              |